# Place Rodin
Pour les articles homonymes, voir Rodin (homonymie).
La place Rodin est une voie située dans le quartier d'Auteuil du 16e arrondissement de Paris.

## Situation et accès

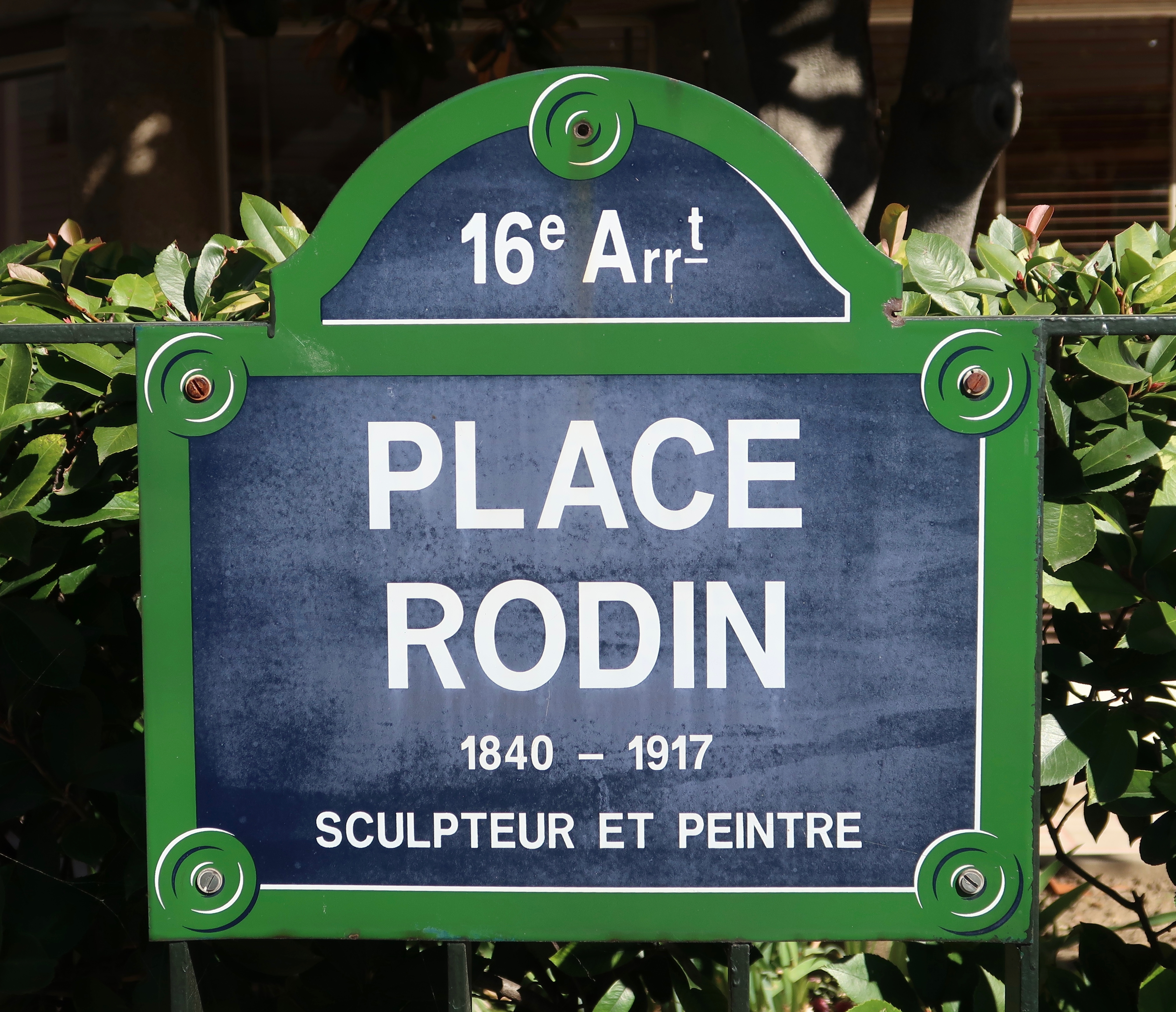
Plaque.

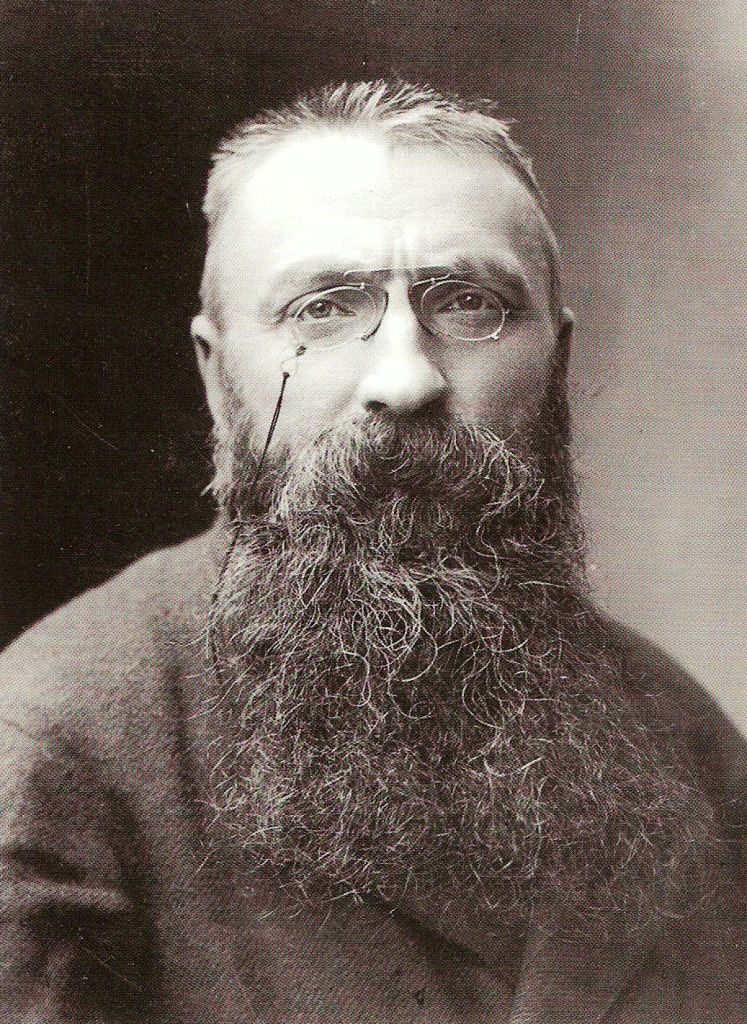
Le sculpteur Auguste Rodin en 1891.

La place Rodin est située au carrefour des avenues Adrien-Hébrard, Théodore-Rousseau, du Général-Dubail, du Recteur-Poncaré et Léopold-II.
Le quartier est desservi par la ligne 9, aux stations Jasmin et Ranelagh.
Au sud-ouest se trouve un jardin public, dont le nom évoque la mémoire, depuis 2016, de Christiane Desroches-Noblecourt (1913-2011), archéologue et conservatrice en chef du musée du Louvre.

## Origine du nom
Elle porte le nom du sculpteur Auguste Rodin (1840-1917), dont une statue figurant un jeune homme nu orne le terre-plein central.

## Historique
Cette place est créée par un arrêté du 13 août 1928, sur les terrains de l'ancien couvent des religieuses de l'Assomption, site du château de la Tuilerie démoli l'année précédente. Elle prend sa dénomination actuelle par un arrêté du 4 décembre 1929,.
Une photographie de la place en 1960 est reproduite dans le Dictionnaire historique des rues de Paris de Jacques Hillairet.

## Bâtiments remarquables et lieux de mémoire
- Au centre de la place se trouve une statue d’Auguste Rodin, intitulée L'Âge d'airain, datant de 1877[4]. En 1947, cette statue est retrouvée par terre, descellée dans la nuit par de mauvais plaisants. Prévenus, les policiers la transportent au commissariat[5]. Quelques années plus tôt, des passants, sans doute choqués par sa nudité, avaient « habillé » cette même statue d’un pagne[6].
- Nos 1-3 : immeubles de 6 et 7 étages datant de 1954 (architecte : André Croizé)[7].
- No 2 : immeuble de 8 étages datant de 1952 (architecte : Jean Ginsberg)[8].

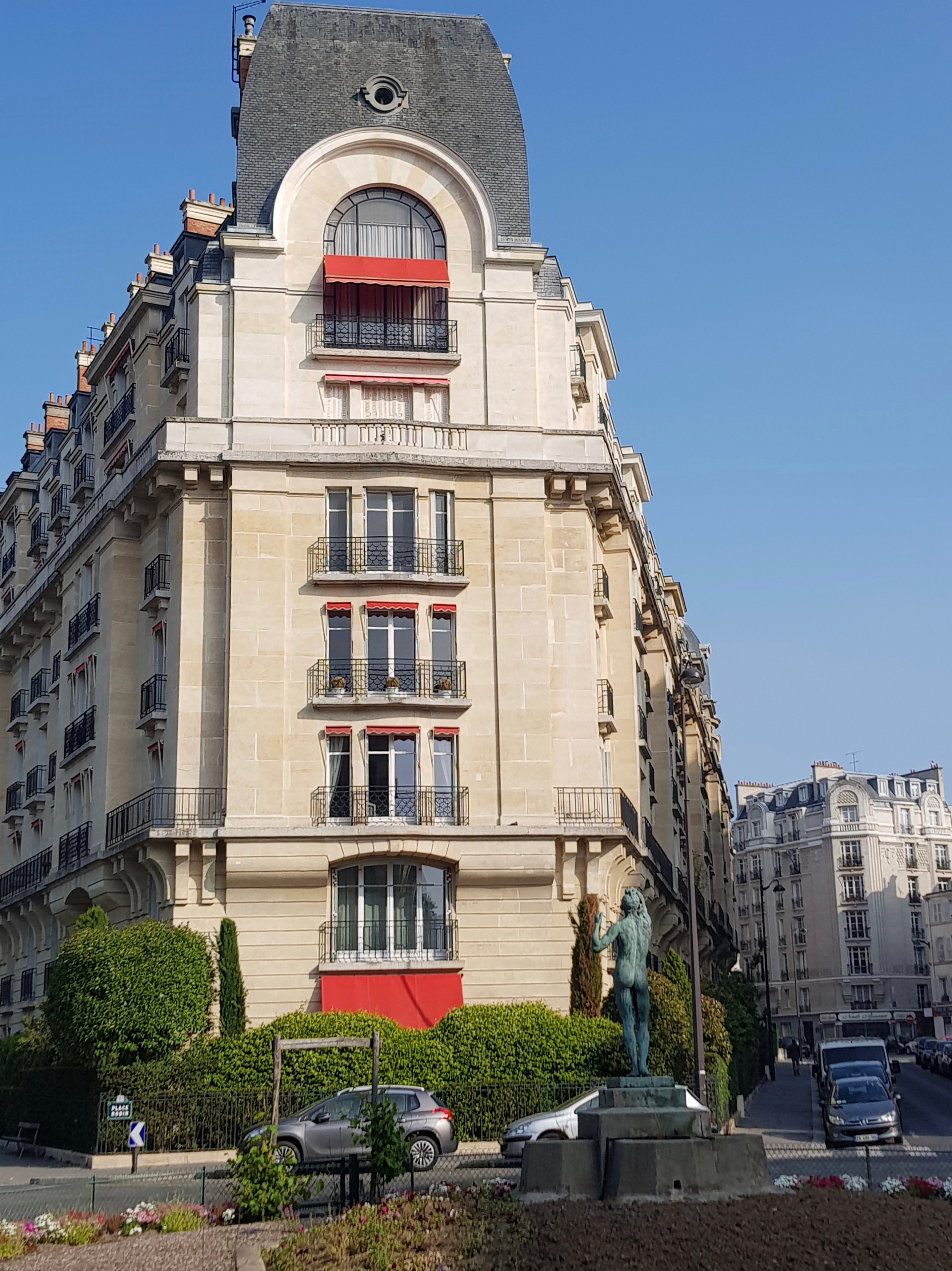
La place, côté nord-ouest.
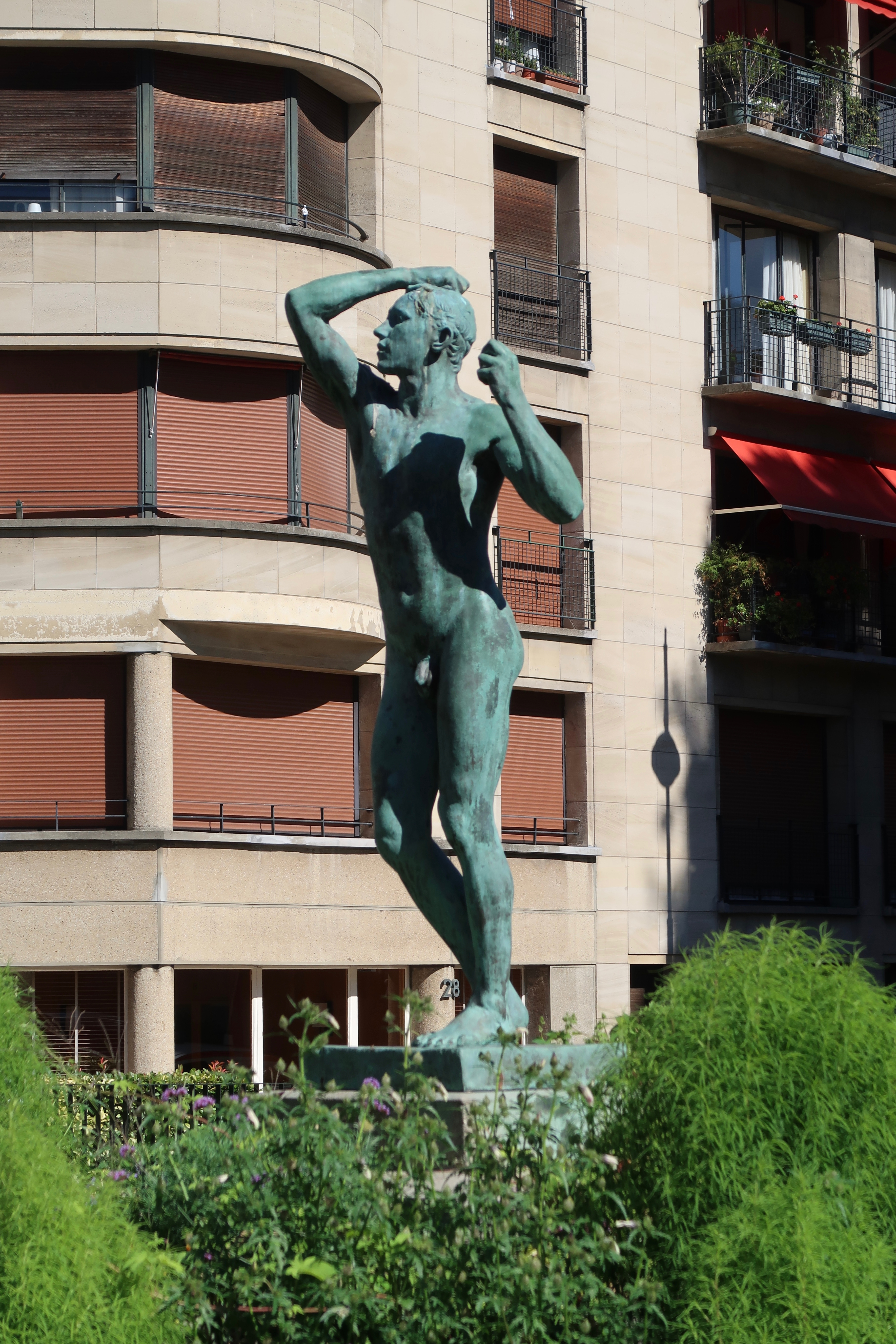
Détail de la statue.